# (10065) 1988 XK
1988 أكس كي (ويعرف أيضًا باسم (10065) 1988 أكس كي وفق تسمية الكوكب الصغير) (بالإنجليزية: 1988 XK)‏ هو كويكب ضمن حزام الكويكبات؛ وترتيبه 10065 من حيث الاكتشاف.
اكتُشف هذا الجُرم الفلكي بواسطة Yoshiaki Oshima ‏ في 3 ديسمبر 1988.

## وصلات خارجية
- (10065) 1988 XK في قاعدة بيانات مختبر الدفع النفاث لأجرام النظام الشمسي الصغيرة

- الاكتشاف · مخطط المدار ·  العناصر المدارية · المعلمات المادية

- (10065) 1988 XK على موقع ويكي سكاي: DSS2, SDSS, GALEX, IRAS, Hydrogen α, X-Ray, Astrophoto, Sky Map, Articles and images